# Lophiola aurea
Lophiola aurea Ker Gawl. – gatunek wieloletnich, ziemnopączkowych roślin zielnych z monotypowego rodzaju Lophiola z rodziny łomkowatych (Nartheciaceae), występujący w Ameryce Północnej, na obszarze od Nowej Szkocji do wschodnich Stanów Zjednoczonych. Rośliny z tego gatunku zasiedlają gleby wilgotne, kwaśne i piaszczyste, torfowiska, bagna, wilgotne sawanny, lasy sosnowe i przydrożne rowy, na wysokości do 100 m n.p.m. Kwitną wczesnym latem.

## Morfologia
ŁodygaPodziemne kłącze, brązowe do białawego, tworzące stolony oraz łodygę naziemną o długości 35–85 cm.
LiścieLiście odziomkowe (mniejsze) i łodygowe (większe), o blaszce równowąskiej.
KwiatyKwiaty 6-pręcikowe, obupłciowe, zebrane w baldachogrono, zwykle z kilkoma drobnymi podsadkami i przysadkami. Okwiat pojedynczy, 6-listkowy, odosiowo pokryty włoskami, doosiowo wełnisty, żółty, trójkątny, o wymiarach 3–4×1–2 mm. Pręciki krótsze od listków okwiatu. Zalążnie dystalnie jednokomorowe z 3 parietalnymi łożyskami, proksymalnie trójkomorowe z łożyskami osiowymi, wielozalążkowe. Znamiona słupków lekko trójklapowe.
OwoceKuliste lub jajowate torebki, wyraźnie dzióbkowate. Nasiona wydłużone, zakrzywione, cienkie, o wymiarach 1–1,5×0,5 mm.

## Nazewnictwo
Toponimia nazwy naukowejNazwa naukowa rodzaju pochodzi od greckiego słowa λοφίο (lophio – grzywa) i odnosi się do omszonej odosiowej strony listków okwiatu. Epitet gatunkowy aureus w języku łacińskim oznacza złoty.
Synonimy
- Synonimy homotypowe:
  - Argolasia tomentosa Raf.
  - Lophiola tomentosa (Raf.) Britton
- Synonimy heterotypowe:
  - Conostylis americana Pursh
  - Helonias tomentosa Muhl. ex Schult. & Schult.f.
  - Lophiola americana (Pursh) A.Wood
  - Lophiola breviflora Gand.
  - Lophiola floridana Gand.
  - Lophiola septentrionalis Fernald

## Zagrożenie i ochrona
W Kanadzie gatunek uznany za zagrożony wyginięciem i objęty ochroną gatunkową. W Stanach Zjednoczonych generalnie uważany za rzekomo bezpieczny, niezbyt częsty, ale nierzadki, jednak o statusie ochronnym różnym w zależności od stanu: od krytycznie zagrożonego do rzekomo bezpiecznego.